# Церковь Вознесения Господня (Каринка)
Це́рковь Вознесе́ния Госпо́дня — православный храм в селе Каринка Кирово-Чепецкого района Кировской области. Относится к Кирово-Чепецкому благочинию Вятской епархии Русской православной церкви.

## История

### Деревянная церковь Архистратига Михаила
В 1674 году епископом Вятским и Великопермским Александром была дана храмозданная грамота на основание на месте лесного массива села и на построение церкви во имя святого Архистратига Божия Михаила, по прошению жителей слободки Филлиповки Чепецкого стана «Рылова Логинко Борисовича со товарищами» разрешить «ронити лес и в том лесу воздвигнуть теплую церковь во имя Архангела Божия Михаила над речкою Каринкою».

### Строительство каменной церкви и колокольни
В 1763 году деревянная Архангельская церковь пришла в ветхость. Причт с прихожанами просит епархию о постройке каменной церкви «в то же проименование» с приделом в честь Вознесения Господня.
Храмозданной грамотой епископа Варфоломея от 19 февраля 1763 года было разрешено строительство каменной церкви. Каменная тёплая церковь построена в 1763—1765 годах и освящена во имя Михаила Архангела. В 1777 году был выстроен холодный храм и освящён в честь Вознесения Господня. Местные живописцы Иван Котленцов и Гавриил Петнин, писавшие иконы для новой церкви, получили из церковной казны 124 рубля.
После постройки каменной церкви деревянная в 1767 году была разобрана. Оставшаяся деревянная колокольня простояла до конца XVII века и пришла в негодность, поэтому 15 июля 1795 г. священник Вознесенской церкви Тимофей Мышкин и выборный крестьянин Яков Дресвянников просили епископа Лаврентия благословить постройку новой каменной колокольни. Изготовление кирпича для неё производилось на месте под руководством Фёдора Зорина, а кладку произвёл мастер каменных дел из Котельнического уезда Ермолай Спицын по проекту губернского архитектора Ф. М. Рослякова. Строительные работы продолжались по 1801 год.
13 колоколов ля Вознесенского храма лили знаменитые слободские колокольных дел мастера — братья Бакулевы. Самый большой из них весил 208 пудов и 5 фунтов (3292 кг) был отлит Алексеем Ивановичем Бакулевым с образом Архангела Михаила. Колокольня высотой 40 метров стояла отдельно от церкви, на ней дежурили назначаемые поочерёдно от каждой деревни сторожа. Колокола не только призывали к церковным службам, но и отбивали время.
В 1811 году тёплая церковь была переложена с устройством двух приделов: правый — во имя Архангела Михаила, освящен 17 декабря 1813 года, левый — во имя святых Афанасия и Кирилла, архиепископов Александрийских, освящён 29 октября 1824 года.
Через три десятилетия в стенах холодного храма образовались трещины, поэтому прихожане во главе с церковным старостой Терентием Ситниковым подали прошение епископу Иоанникию о строительстве нового храма. Холодный храм был построен по проекту вятского губернского архитектора А. Е. Тимофеева, который в его оформлении храма применил белый камень — опоку. Руководил строительством мастер каменных дел, крестьянин из Нижегородской губернии Василий Григорьевич Блинов. По заключённому договору он обязался разобрать пришедшую в негодность холодную церковь и сложить новую чуть западнее. Работы велись по 1838 год, за работу было выплачено 3500 рублей. Один престол в холодном храме был закончен в 1842, другой — в 1878 году.
Следующий строительный период относится к концу XIX века. Тёплый храм стал тесен для нужд разросшегося прихода, и по наказу прихожан в 1879 году архитектором Максимовичем был составлен проект на расширение придельной церкви и устройство перехода для соединения отдельно стоящей колокольни и здания церкви. В 1899 году губернский архитектор И. А. Чарушин дополнил проект Максимовича, и он был утверждён губернским строительным отделением. Работы были выполнены в 1900 году под руководством мастера каменных дел Кирилла Фёдоровича Задорнова, при этом с северной стороны было ещё пристроено помещение для усыпальницы. В том же году приделы тёплого храма были освящены.
Таким образом, всего престолов в церкви стало пять: в холодной церкви главный престол освящён в честь Вознесения Господня (1842), северный придел освящён в честь Успения Божией Матери (1878), южный — во имя святого Пророка Илии (1878); в тёплой церкви южный придел — во имя Михаила Архангела (1900), северный — во имя святых патриархов Александрийских Афанасия и Кирилла (1900).
Приход входил в состав третьего благочиннического округа Вятского уезда.
Одновременно со строительством церкви велись подготовительные работы по строительству ограды, которое началось в 1816 году под руководством местного каменщика Фёдора Тюрина. В 1823 году ограда была выложена, с севера и юга от колокольни в западной линии ограды воздвигли палатки. До 1892 года решётки ограды были деревянными, затем были изготовлены железные решётки. Тогда же в ограде выстроили часовню.

### Послереволюционный период
Бытует рассказ о том, что в 1918 году жители деревни Малашки, воспользовавшись смутой и безвластием, решили ограбить Вознесенскую церковь в соседнем селе Каринка: приехали ночью, остановились у поповского дома, попа схватили, а попадью заставили принести им деньги и золото. Но один из служителей церкви, заметив воров, пробрался на колокольню и ударил в набат. Стали собираться мужики, итог несостоявшегося грабежа был страшным: Малашки сожгли, а грабителей убили.
В 1924 году здание Вознесенского храма было передано в ведение общины верующих с их обязательством сохранять церковное имущество и производить необходимый ремонт.
В 1937 году церковь закрыли временно, а в 1939 году — окончательно. Здание было обезглавлено, все колокола были сброшены. По рассказам очевидцев, когда с колокольни сбрасывали колокола, придавило одного из тех, кто это делал, после чего люди отказались сбрасывать кресты.
В последующие годы в здании церкви помещались различные хозяйственные службы: совхозные мастерские, было оборудовано помещение для ссыпки зерна.

### Восстановление церкви
В 1988 году по инициативе директора совхоза «Ардашевский» Алексея Константиновича Мелькова (в последующем — депутата Государственной Думы II созыва) началось восстановление Вознесенской церкви.
Предполагалось использовать восстановленное здание церкви для размещения музыкальной школы и музея совхоза, на колокольне устроить смотровую площадку.
Проект реставрации включал не только восстановление церкви, но и её композиционное совмещение с парком, зоной отдыха в центре села.
При восстановлении решили придать церкви её первозданный вид. Реставраторы постарались сохранить оставшиеся фрагменты подлинных фресок, плиты, решётки, даже сейф в стене с кованой дверью, где хранилась церковная.
Реставрационные работы вели мастера Кировских реставрационных мастерских. Окна церкви закрыли витражами из цветного стекла. Восстановили звонницу. Один колокол был получен от областного отдела культуры, он происходил из села Трёхречье. Другие приобрели в воронежском кооперативе «Русь» (до 30 пудов весом). В верхних окнах установили на четыре стороны света часы, привезённые из Орджоникидзе.
Первый колокольный звон с восстановленной колокольни раздался в полдень 9 декабря 1989 года, в день 60-летия совхоза «Ардашевский».
Первое богослужение в Вознесенской церкви состоялось в ноябре 1991 года.

## Убранство
Первые сведения об убранстве церкви относятся к 1874 году, когда жители села на сходе в первое воскресенье Великого поста признали необходимым обновить внутренность холодного храма: на сводах алтарей выполнить живопись, стены расписать под белый мрамор, позолотить карнизы и панели — «оные обвести лентой позолотного орнамента».
Живописные работы прихожане решили провести за свой счёт, договор на роспись храма был заключён с живописцем Петром Горевым. Работы велись в течение года, 4 августа 1875 года священники церкви и прихожане «освидетельствовали новую живопись и признали выполненную весьма удовлетворительной».
Живописные украшения покрывали только купол холодной церкви и своды алтаря. В куполе было помещено «Царство славы», в своде главного алтаря «святая Богородица и Иоанн Креститель».
Крыши были окрашены зелёной краской, кресты — позолочены.
Пол в холодном храме был покрыт опочными плитами, их возили на подводах из Кукарки (ныне город Советск); в тёплом — чугунными рельефными рисунками.